# 弗雷塔斯上校镇
弗雷塔斯上校镇是巴西圣卡塔琳娜州的一个市镇。总面积234.157平方公里，总人口10246人，人口密度43.8人/平方公里。